# Colposcenia paula
Colposcenia paula är en insektsart som beskrevs av Burckhardt och Lauterer 1993. Colposcenia paula ingår i släktet Colposcenia och familjen rundbladloppor.
Artens utbredningsområde är Iran. Inga underarter finns listade i Catalogue of Life.